# Tarn y Garona
Tarn y Garona (82; en francés: Tarn-et-Garonne; en occitano: Tarn e Garona) es un departamento francés situado en la parte meridional del país. Forma parte de la región de Occitania.
Su capital (o prefectura) es Montauban. Su gentilicio en francés es Tarn-et-Garonnais.

## Historia

Mapa del departamento.

El departamento de Tarn y Garona fue creado durante el Primer Imperio, por decisión de Napoleón Bonaparte, el 4 de noviembre de 1808, con territorios tomados de los departamentos vecinos (Alto Garona, Gers, Aveyron, Lot y Lot y Garona).

## Geografía
- Limita al norte con Lot, al este con Aveyron y Tarn, al sur con Alto Garona y Gers, y al oeste con Lot y Garona.

## Demografía
| 1801    | 1831    | 1841    | 1851    | 1856    | 1861    | 1866    |
| ------- | ------- | ------- | ------- | ------- | ------- | ------- |
| --      | 242.250 | 239.297 | 237.553 | 234.782 | 232.551 | 228.969 |
| 1872    | 1876    | 1881    | 1886    | 1891    | 1896    | 1901    |
| 221.610 | 221.364 | 217.056 | 214.046 | 206.596 | 200.390 | 195.669 |
| 1906    | 1911    | 1921    | 1926    | 1931    | 1936    | 1946    |
| 188.553 | 182.537 | 159.559 | 164.191 | 164.259 | 164.629 | 167.664 |
| 1954    | 1962    | 1968    | 1975    | 1982    | 1990    | 1999    |
| 172.379 | 175.847 | 183.572 | 183.314 | 190.485 | 200.220 | 206.034 |

Notas a la tabla:
- El departamento se creó el 4 de noviembre de 1808, por lo que no hay cifra oficial de población para 1801, que se estima (SPLAF) en 228.000 habitantes.

Las mayores ciudades del departamento son (datos del censo de 1999):
- Montauban: 51.855 habitantes; 56.734 en la aglomeración.
- Moissac: 12.321 habitantes; única comuna de su aglomeración.
- Castelsarrasin: 11.352 habitantes; única comuna de su aglomeración.